# 岩間町 (いわき市)
岩間町（いわままち）は、福島県いわき市にある大字である。郵便番号は974-8222。

## 地理
いわき市南部の勿来地区に属する。北で東田町、金山町、東で小浜町、西で佐糠町とそれぞれ隣接する。概ね町村制施行以前の菊多郡岩間村の流れを汲む地域である。二級水系鮫川河口部に広がる平地のうち、東端部である竜宮岬西側に広がる地区と、その北側の丘陵地を範囲とする。平野部は隣接する佐糠町に立地する常磐共同火力勿来発電所の関連施設など、工業施設が建ち並び、北側の高台に住宅地が造成されている。植田町内に所在するいわき南警察署及び錦町に所在する勿来消防署がそれぞれ管轄にあたる。

### 主な字
字
複数の字を持つが、地名の表記に「字」の文字は使用されない。
- 岩下
- 塩田前
- 輪山

- 小原
- 上山
- 塚原

- 天神前

### 河川
- 塚原川

## 歴史
- 1879年1月27日 - 泉藩領岩間村が福島県内における郡区町村制の施行により菊多郡の村となる[4]。
- 1889年4月1日 - 町村制の施行により岩間村が石塚村、江畑村、添野村、植田村、東田村、佐糠村、小浜村、後田村、高倉村、仁井田村と合併し、菊多郡鮫川村が新たに発足する。旧岩間村域は鮫川村の大字となる[4]。
- 1896年4月1日 - 菊多郡と周辺郡との合併により石城郡が発足し、石城郡鮫川村となる[4]。
- 1923年4月10日 - 鮫川村が名称変更の上で町制施行し、植田町の大字となる[4]。
- 1955年4月29日 - 植田町が山田村、錦町、川部村、勿来町と合併、勿来市が新たに発足し、勿来市の大字となる[4]。
- 1966年10月1日 - 勿来市が平市・常磐市・内郷市・磐城市、石城郡小川町・遠野町・四倉町・川前村・田人村・好間村・三和村、双葉郡久之浜町・大久村と合併しいわき市となり、いわき市勿来地区の大字となる[4]。
- 1972年 - 宅地造成に伴い、周囲の大字と併せ一部が金山町として分離新設される[4]。

## 世帯数と人口
2023年10月31日現在の世帯数と人口は以下の通りである。
| 大字   | 世帯数  | 人口  |
| ------ | ------- | ----- |
| 岩間町 | 122世帯 | 338人 |

## 小・中学校の学区
市立小・中学校に通う場合、学区は以下の通りとなる。
| 番地             | 小学校                   | 中学校                 |
| ---------------- | ------------------------ | ---------------------- |
| 輪山、小原、上山 | いわき市立汐見が丘小学校 | いわき市立植田東中学校 |
| 上記を除く全域   | いわき市立植田小学校     | いわき市立植田中学校   |

## 交通

### 道路
- 国道6号常磐バイパス
- 福島県道239号泉岩間植田線

## 施設
- 植田岩間郵便局
- 岩間防災緑地
- 岩間揖取津神社